# Craugastor phasma
Craugastor phasma is een kikker uit de familie Craugastoridae. De soort werd voor het eerst wetenschappelijk beschreven door Karen R. Lips en Jay Mathers Savage in 1996. Oorspronkelijk werd de wetenschappelijke naam Eleutherodactylus phasma gebruikt.

De soort komt voor in delen van Midden-Amerika en leeft endemisch in Costa Rica.